# シムピープル
シムピープル / Sim People（原題は"The Sims"）は、2000年にマクシス (MAXIS) のウィル・ライトが開発したコンピュータゲームである（発売元はエレクトロニック・アーツ）。ザ・シムズシリーズの一作。ウィル・ライトは、このゲームを「オークランドヒルズ」火災から自らが体験した出来事にヒントを得たと語っている。
2004年9月14日に2作目の『ザ・シムズ2』（英語：The Sims 2）、2009年6月2日に3作目の『ザ・シムズ3』（英語：The Sims 3）、そして2014年9月2日に4作目の『ザ・シムズ4』（英語：The Sims 4）がそれぞれ発売された。

## 概要
『シムシティ』では、プレイヤーが市長となり、街を建設・発展させていくのが目的であったが、本シリーズではその対象がシムシティの住人である「シム」（「シム(Sim)とはウィル・ライトが名付けたゲーム内の住人を指す呼称）の生活および人生である。
プレイヤーはゲーム開始時に「シム」の人種、性格、年齢層、性別などを設定する。住居の購入・増築・家具の配置もプレイヤーが行うことができ、シムを住まわせてプレイする。プレイヤーはシムに食事や入浴や就寝、コミュニケーションなどの日常生活の行動に指示を出し、就職、恋愛、結婚、出産などの出来事をシムを通して体験してゆくのがゲームの目的である。また、シムはそれぞれ性格を持っているため、命令を出さず自由にさせておくとその性格にあわせた行動をする。
また、このゲームの別の特徴として家のデザインや、インテリアデザイン、ファッションデザインをプレイヤー自身で制作できることもあり、インターネット上で交換・配布などが活発に行われ、ドールハウスを思わせるゲームの構成が多くの女性プレイヤー獲得に一役かった。
発売以来、機能を追加するアドオンソフトを5年間の間に全7本リリース。2005年までに世界で延べ2000万本という驚異的なセールスを記録したこのゲームはギネスブックにも登録されている。
2002年にはオンライン対応の『シムズオンライン』 (THE SIMS ONLINE) が発表された。通常の『ザ・シムズ』においても、リンクを行うことで他のプレイヤーに成り代わりシムを操作することができるようになった。
2003年10月（日本では11月）に発売されたデータセットを最後にシリーズは終了、後継作『ザ・シムズ2』(The Sims 2)へ引き継がれることになった。
2007年に20世紀フォックスが映画化を予定していることが明らかになったが、映画は未だに作成されていない。

## 製品
シムピープル (The Sims)
自分の好んだ生活ができるゲーム。結婚させたり、家を建てたり、レイアウトしたり…

### 拡張パック
本項目では、拡張パックの日本語題と英題を記す。なお、英語圏内でも拡張パックの名前が異なる場合があるため、英題は原則として原題のみを記す。
ハッピーライフ!データセット (The Sims Livin' Large expansion pack)
従来10個しかなかった区画が、並行世界を5つにすることによって50個に増やされている。この拡張パックは後に出たDeluxe Editionの影響も有って、早期に販売が終了した。
パーティーフィーバー!データセット (The Sims House Party expansion pack)
前作のデータセットの反響を受けて公式サイトにてユーザーからの意見を集め、開発に反映させるという方式を取り入れたことで拡張パックシリーズの礎となったデータセット。内容はパーティー用のオブジェクトの追加が中心となった。
ラブラブデート!データセット (The Sims Hot Date expansion pack)
ダウンタウンという初めての「外出先」を導入した最初のデータセット。デートやショッピングというシステムの追加が大きな反響を呼んだ。また、店舗のデザインというユーザーにとって新しい建築デザインの要素を盛り込んだのも、これが最初であった。
バケーション!データセット (The Sims Vacation expansion pack)
旅行という新システムを導入、自宅以外で宿泊する機能を搭載しているデータセット。2人以上のキャラクターが同時に使用するオブジェクトが数多く追加され、季節感を意識したデザインも多くなった。
ペット&ガーデニング!データセット (The Sims Unleashed expansion pack)
犬や猫といった動物がペットとして搭載され話題となった。ペットは家族の一員として構成されており、コミュニケーションが取れる。農業を楽しむオブジェクトも追加、自給自足というプレイスタイルを生むことになった。また、従来の町並みが一新され区画が大幅に追加、「オールドタウン」と名称がついた。
スターパラダイス!データセット (The Sims Superstar expansion pack)
エンターテイメントをモチーフに新しい職業のスタイルを追加させた本作は、キャラクターが一時的に区画から居なくなっていただけの「職業」を、スタジオタウンへ出かけて実力を評価してもらい収入を得るシステムにしており、旧来の方法に付け加えたことで選択の幅も持たせたものとなっている。
マジカルドリーム!データセット (The Sims Makin' Magic expansion pack)
シリーズ最後のデータセットで、キャラクターが魔法を使えるようになった。材料を集めてアイテムを作るイベントや、魔法を憶えるためのイベントなどが追加され、新しいゲーム性が搭載された。また、追加された地区「マジックタウン」にキャラクターを引越しさせるというシステムも搭載され、充実した最後を飾った。

### 統合版
本国版と日本語版はそれぞれ独自に統合版が発売されていた。
シムピープル デラックス （2000年）
「シムピープル」＋「ハッピーライフ!」データセットのパッケージ
シムピープル完全版 （2001年）
「シムピープル」＋「ハッピーライフ!」「パーティーフィーバー!」「ラブラブデート!」データセットのパッケージ
シムピープル完全版XP （2002年）
「シムピープル完全版」のWindows XP対応版
シムピープル完全版XP RV（2002年）
「シムピープル完全版XP」の廉価版
シムシティ3000＆シムピープルお買い得パック（2003年）
「シムピープル完全版XP RV」＋「シムシティ3000」のパッケージ
シムピープル完全版2 （2003年）
「シムピープル完全版XP」＋「バケーション!」「ペット＆ガーデニング!」データセットのパッケージ
はじめてのシムピープル （2004年）
「シムピープル完全版XP RV」のリネーム版
シムピープル完全版3 （2004年）
「シムピープル」＋すべてのデータセットのパッケージ
The Sims Deluxe Edition （2002年）
The SimsとLivin' Largeを合わせて再編したパッケージ。
The Sims Double Deluxe
Deluxe EditionにHot Dateとボーナスディスクをバンドルしたパッケージ。
The Sims Mega Deluxe
シムピープル完全版に相当する本国版パッケージ、Double DeluxeにHot Dateをバンドルしたパッケージ。
The Sims Complete Collection
シムピープル完全版3に相当する本国版フルセットパッケージ。拡張パッケージ統合済みのCD4枚組。

### 幻の作品
「SimsVille」というシムシリーズが開発されていた。これはシムピープルとシムシティの要素を取り入れた街（村）開発を行うシミュレーションゲームであったが「TheSimsとSimCITY双方の、今後予定されている拡張データセットの開発で同様のものが実現できるので制作の意味を失った（2001年公式アナウンス）」という理由から開発が中止された。

## 対象機種
- Windows -全作品対応
- Macintosh -全作品対応（英語版のみだが、日本語を初めとする様々な言語に切替えることが可能）
- PS2 -『シムピープル お茶の間劇場』、『ザ・シムズ』、『ザ・アーブズ シムズ・イン・ザ・シティ』
- PSP -『ザ・シムズ2 Dr.ドミニクの陰謀』 『ザ・シムズ2 ペット ワンニャンライフ』
- GBA -『ザ・シムズ』、『ザ・アーブズ シムズ・イン・ザ・シティ』
- DS -『ザ・アーブズ シムズ・イン・ザ・シティ』、『ザ・シムズ2 はちゃめちゃホテルライフ』、『ザ・シムズ2 ペット ワンニャンライフ』
- GC -『ザ・シムズ』、『ザ・アーブズ シムズ・イン・ザ・シティ』